# Ricardo Marín
Ricardo Marín Sánchez (sinh ngày 18 tháng 3 năm 1998 ở Mexico City) là một cầu thủ bóng đá người México hiện tại thi đấu cho Club América

## Sự nghiệp câu lạc bộ

### América
Marín ra mắt cho Club América ngày 18 tháng 2 năm 2017 trước Guadalajara ghi anh vào sân ở phút 63 trong thất bại 1–0 của América. Tuần tiếp theo, anh thay cho Oribe Peralta ở phút 86 trong chiến thắng 2–0 trước Cruz Azul.